# Kari Diesen
Kari Diesen, nata Kari Heide-Steen (Oslo, 24 giugno 1914 – 18 marzo 1987), è stata un'attrice norvegese.

## Filmografia parziale
- Savnet siden mandag, regia di Tancred Ibsen e Sigval Maartmann-Moe (1955)
- Kvinnens plass, regia di Nils R. Müller (1956)
- Støv på hjernen, regia di Øyvind Vennerød (1959)
- Operasjon sjøsprøyt, regia di Knut Bohwim (1964)